# Војна команда (наредба)
Војна команда чини систем усмених и кратких заповести (наређења) са утврђеном структуром и улогом. Остварују се у одговарајућем разговорном контексту између надређених и потчињених војних лица, при чему увек команду издаје надређено лице, а подређено лице извршава наређење које се њоме захтева.

## Разлика између војних команди, заповести и наређења
Све војне команде остварују се као директиви — чинови којима се саговорник подстиче на извршење одређене радње. Међутим, поред команде, у војном језику се издвајају и термини заповест и наређење. Углавном је јасно дефинисано шта је команда, а шта су заповест и наређење.
- Команде су по правилу кратки облици заповести који се издају директно, усменим путем, једном лицу или већем броју њих;[а]
- Заповест је најчешће у облику писаног текста, у којем је садржан шири контекст наређења (нпр. поред наређења, заповест за напад садржи и друге податке, као оне о непријатељу, правац планираног напада, податке о   земљишту и др.);
- Наређење може бити писмено или усмено којим се од потчињених захтева извршење неког задатка, поступање по одређеним правилима и сл. Препознаје се врло често и по перформативној форми „наређујем”.

Међутим, у појединим значењима, обе ове радње именују се једним именом, или као заповест или као наређење. За разлику од заповести и наређења, војна команда је специфична језичка форма управо због тога што се искључиво усмено преноси, што је веома кратка, а њени делови се нарочито сегментирају (у припремном и завршном делу) и интонирају.

## Подела
Према комуникативно-функционалним особинама, војне пешадијске команде деле се на следеће групе:
- Команде за извођење радњи без оружја, а оне обухватају:

1. команде за заузимање одређеног положаја тела, става (Мирно!, Вољно!);
2. команде за кретање и окретање (Напред — марш!, Кора-ком!; На дес-но!, На лево — круг);
3. команде за поздрављање старешина, за одавање почасти знамењима (нпр. застави) и сл. (Очи на дес-но (ле-во)!, Мирно!, Капе — скини!, По-кри с’!);

- Команде за извођење радњи са оружјем, нпр. с пушком (Одесно ра–ме!, К но–зи!, Клек–ни!, Го-тов’ с’!, Ни-шани!, Пали!, Укочи — пушку!, Извади фишек! итд.).

Посматране структурно, војне команде могу бити простије — исказане једном речју (Вољно!) или сложеније — исказане с више речи (Укочи — пушку!). 
Због директивног значења, све војне команде имају императивну форму — с експлицитно датим императивом или императивним узвиком (Ни-шани!, Марш!) или с имплицитно датим императивом (када се он подразумева: [Крени] Трчећим кораком!). 
Императивна форма војних команди често се умањује због економичности у изразу.
Циљ је да се време од изрицања команде до њеног извршења сведе на најкраћу могућу меру. То нарочито показују оне команде које представљају лексикализоване императивне облике, као што су: Равнајс! (настала од „Равнај се”), Разбројс! (настала од „Разброј се!”), Готовс! (настала од „Готови се”), Размакнис! (настала од „Размакни се”) итд.